# Gábor Gergely
Gábor Gergely (né le 21 juin 1953 à Budapest) est un pongiste hongrois, champion d'Europe en 1978.
Il a été champion du monde en double en 1975, associé à son compatriote István Jonyer. Il a fait partie de l'équipe de Hongrie avec laquelle il a été champion d'Europe en 1978 et champion du monde par équipes en 1979.
Il a également été champion d'Europe en double avec le tchèque Milan Orlowski.